# Robert Frederick Smith

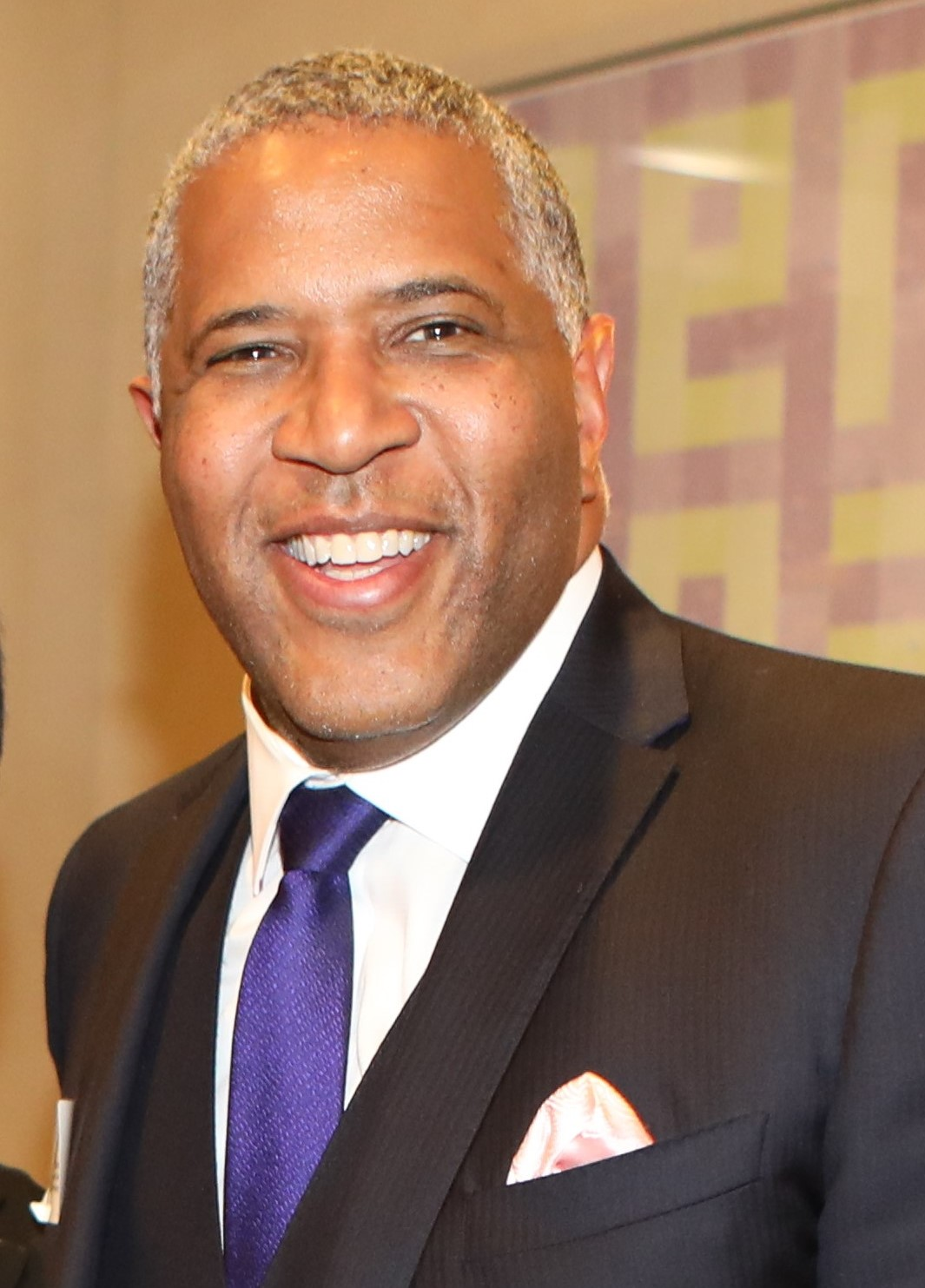
Robert Frederick Smith (2018)

Robert Frederick Smith (* 1. Dezember 1962 in Denver, Colorado) ist ein US-amerikanischer Unternehmer, Investor und Philanthrop. Er ist Gründer, Vorsitzender und CEO der privaten Beteiligungsgesellschaft Vista Equity Partners.

## Laufbahn
Smith wurde in Denver in eine afroamerikanische Familie der Mittelklasse geboren. Seine Eltern waren Dr. William Robert Smith, ein Grundschuldirektor, und Dr. Sylvia Myrna Smith, die Direktorin der George Washington High School, die beide Doktortitel in Pädagogik hatten. Smith besuchte die East High School in Denver und absolvierte während seiner Highschoolzeit ein Praktikum bei Bell Labs. Smith erwarb 1985 einen Bachelor-Abschluss in Chemieingenieurwesen an der Cornell University, wo er Mitglied der Fraternity Alpha Phi Alpha wurde.
Nach seinem Studium arbeitete er als Chemiker für die Goodyear Tire & Rubber Company, Air Products & Chemicals und die Kraft Foods Group. Danach begann er ein weiteres Studium an der Columbia University und erhielt 1994 einen Master of Business Administration. Nach seinem MBA-Abschluss arbeitete er von 1994 bis 2000 für Goldman Sachs im Bereich Investmentbanking in der Technologiebranche. Er arbeitete zunächst in New York City und zog dann 1997 ins Silicon Valley, wo er an großen, von Goldman betreuten Übernahmen und Fusionen mitwirkte.
Im Jahr 2000 gründete Smith Vista Equity Partners, ein privates Beteiligungs- und Risikokapitalunternehmen mit Sitz in Austin, Texas, dessen Hauptgründer, Vorsitzender und Geschäftsführer er ist. Das Unternehmen investiert hauptsächlich im Bereich Software und Technologie. Bis 2020 konnte Vista Equity eine jährliche Rendite von 30 Prozent oder mehr erzielen. Die Assets under management von Vista überschritten 2023 die Marke von 100 Milliarden US-Dollar.

## Philanthropie

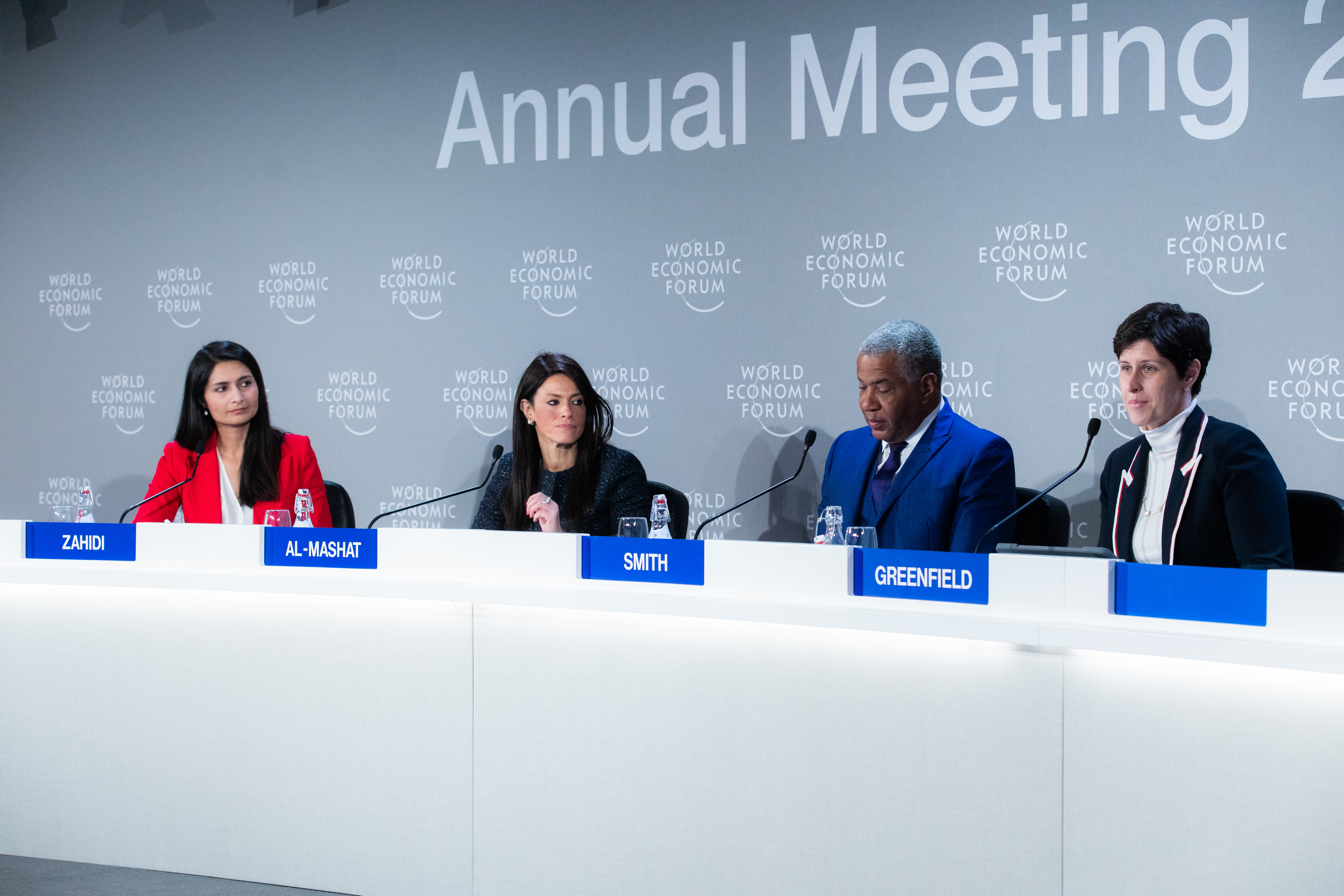
Smith auf dem Weltwirtschaftsforum 2023

Smith hat für verschieden wohltätige Zwecke gespendet und dafür die Robert F. Smith Foundation gegründet, welche verschiedene Projekte finanziert. 2019 kündigte er in seiner Ansprache zur Abschlussfeier des Morehouse College an, dass er die Studentenkredite der gesamten Abschlussklasse abbezahlen werde, und übernahm auch später die Schulden der Eltern der Studenten.
2017 trat er dem Giving Pledge bei.

## Persönliches
1988 heiratete Smith seine erste Frau, die Cornell-Absolventin Suzanne McFayden. Beide haben zusammen drei Kinder. Sie ließen sich 2014 scheiden. Im Juli 2015 heiratete Smith seine zweite Frau, das ehemalige Playboy-Model Hope Dworaczyk, mit der er weitere vier Kinder hat.

## Vermögen
In einer Titelgeschichte von 2018 erklärte das Forbes Magazine, dass Smith Oprah Winfrey als die reichste afroamerikanische Person abgelöst hatte. Im Januar 2025 wurde sein Vermögen auf 10,8 Milliarden US-Dollar geschätzt.